# El Diario de Huesca
El Diario de Huesca fue un periódico de circulación diaria publicado en la ciudad española de Huesca entre 1875 y 1936.

## Historia
Fundado y dirigido hasta 1911 por Manuel Camo Nogués, su primer número apareció el 16 de noviembre de 1875. Ha sido considerado «el medio más influyente de la historia periodística altoaragonesa».
Antonio Checa Godoy lo definido como «el diario más estable del periodismo oscense». Contó con colaboraciones de Joaquín Costa y en él se ensalzó en sus inicios a la Institución Libre de Enseñanza y la figura de Emilio Castelar. Sin embargo a finales del siglo XIX la publicación se distanciaría tanto de Costa como de la ILE, a causa de la divergencia ideológica de estos con El Diario de Huesca, cuyo director, Manuel Camo, ha sido descrito como un «arquetipo del cacique decimonónico». Durante la dictadura de Primo de Rivera, con la que el diario se mostró crítico, estuvo dirigido por Luis López Allué.
Tras la proclamación de la Segunda República el diario aceptó claramente el nuevo régimen. Durante estos años mantuvo una línea editorial independiente y de corte liberal, manteniendo una gran audiencia. Continuó editándose hasta 1936.
Su último número es del 25 de diciembre de 1936.